# 我是一個人

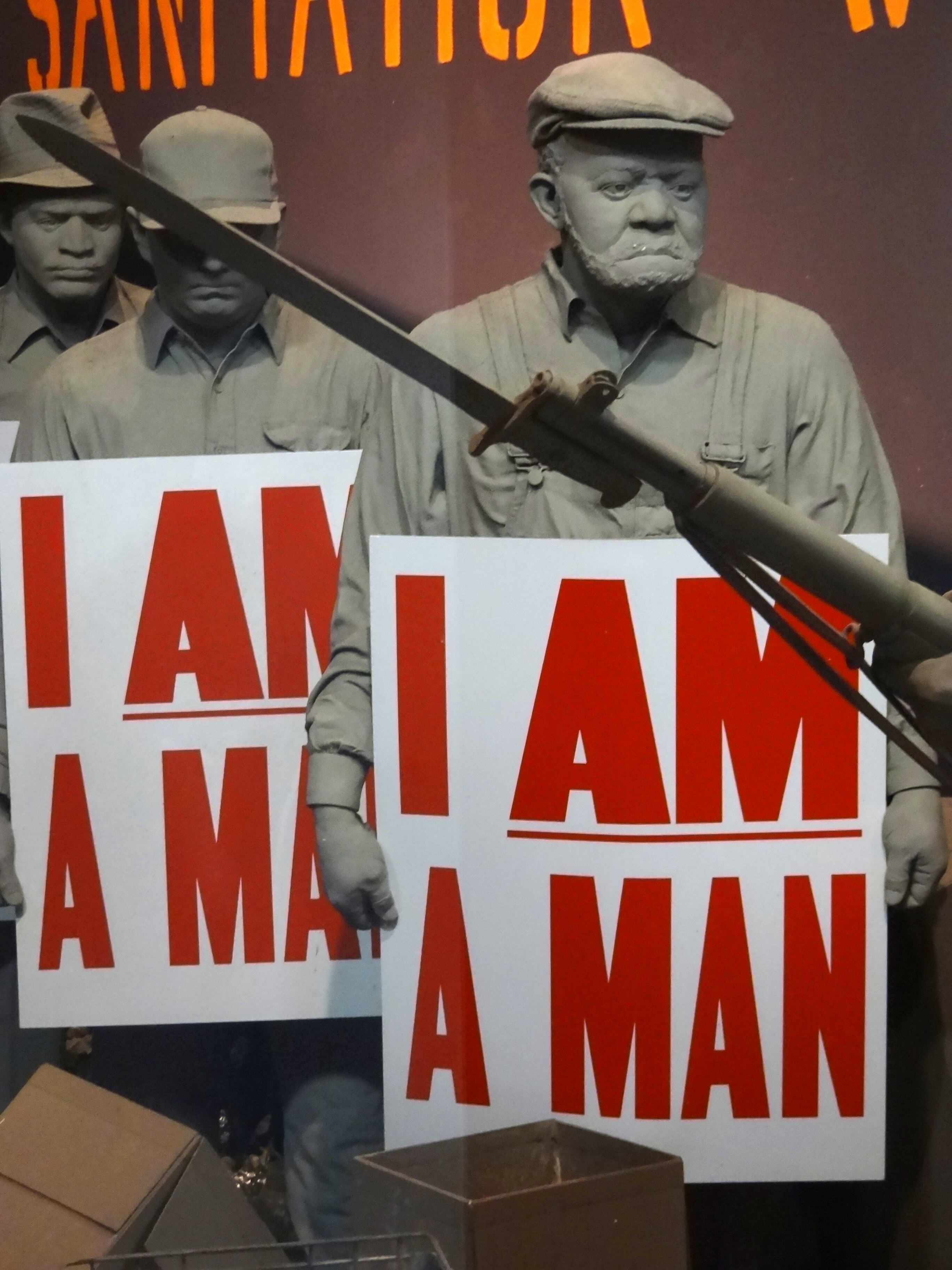
位於國家民權博物館的「我是一個人！」的立体透视模型

我是一個人！是一種公民權利的聲明，現代經常被用來作為一個個人聲明，以及用來反抗壓迫的獨立宣言，是一句用來表達人皆平等、反種族歧視及反奴隸制度的口號。
I Am a Man 來源全因與男人相反的詞彙「boy」（男孩）被白人用作貶低黑人和奴隸，所以洐生出此口號，以表達黑人的地位與白人相同，唯此口號後來多為人權促進者所使用，意義也不再侷限種族或性別，亦即所有人皆生而平等。

## 我是不是一個男人？

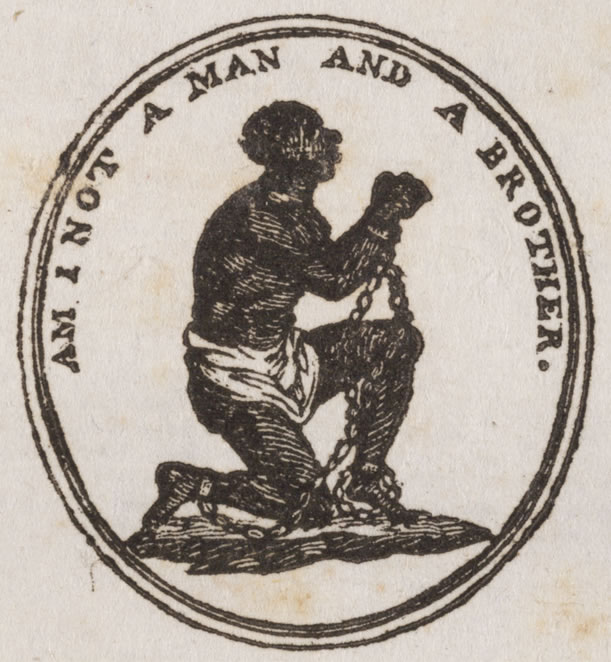
由廢奴主義者使用的「我是不是一個男人和一個兄弟？」徽章。

在歷史上，在美國和南非等國家中，「男孩」是一個貶低其他種族的侮辱性詞彙，且目標對象多為男性黑人和奴隸。白人使用「男孩」一詞是為了籍男孩的地位比男人低，以表明他們低下的社會地位。作為回應，「我是不是一個男人和一個兄弟？」成為了英國和美國廢奴主義者們使用的一個口號。於1787年，約書亞·威治伍德為英國反奴隸制度運動設計了一個獎章。他複製了影響廢除奴隸貿易協會的設計，並將之改成一個黑白色的多彩宝石浮雕。這個獎章被大量製作，且其口號成為了一個普及時尚的句子，並成功宣傳公義、人性和自由。
「我是不是一個男人？」這個問題於美国最高法院斯科特诉桑福德案中被重提。在民權運動孟菲斯環衛罷工期間，「我是一個男人！」標語亦被使用。

## 現代用途
「我是一個人！」在現代多被用來作為書籍、戲劇和影片的標題，以表達所有人均擁有尊嚴。「我是一個人！」亦於阿拉伯之春中以阿拉伯語寫出，即「Ana Rajul」，以抗議政府。

## 其他用途
- 我是一個悲傷不變的男人（I am a Man of Constant Sorrow）是一首傳統的美國精神音樂和民俗音樂。[7]
- 象人（The Elephant Man）電影中，主角象人宣稱「我不是一個大象！我不是動物！我是一個人類！我…是…一個…男人！」。[8]